# Olympische Winterspiele 1956/Teilnehmer (Österreich)
| Gelbes Symbol für Goldmedaillen mit stilisierten Olympischen Ringen | Graues Symbol für Silbermedaillen mit stilisierten Olympischen Ringen | Braundes Symbol für Bronzemedaillen mit stilisierten Olympischen Ringen |
| ------------------------------------------------------------------- | --------------------------------------------------------------------- | ----------------------------------------------------------------------- |
| 4                                                                   | 3                                                                     | 4                                                                       |

Österreich nahm an den Olympischen Winterspielen 1956 in Cortina d’Ampezzo, Italien, mit einer Delegation aus 60 Athleten teil, davon 50 Männer und zehn Frauen. Der Skiläufer Toni Sailer wurde als Fahnenträger der österreichischen Mannschaft zur Eröffnungsfeier ausgewählt, der „Blitz von Kitz“ gewann insgesamt drei Goldmedaillen und war damit der erfolgreichste österreichische Athlet bei diesen Winterspielen sowie der erste, der alle alpinen Wettbewerbe für sich entscheiden konnte.

## Teilnehmer nach Sportarten

### Medaillenspiegel
| Rang   | Sportart     | Gold | Silber | Bronze | Gesamt |
| ------ | ------------ | ---- | ------ | ------ | ------ |
| 1      | Ski Alpin    | 3    | 3      | 3      | 9      |
| 2      | Eiskunstlauf | 1    | —      | 1      | 2      |
| Gesamt | Gesamt       | 4    | 3      | 4      | 11     |

### Medaillengewinner
| Name/n                      | Sportart     | Wettkampf    |
| --------------------------- | ------------ | ------------ |
| Gold                        |              |              |
| Toni Sailer                 | Ski Alpin    | Abfahrt      |
| Toni Sailer                 | Ski Alpin    | Riesenslalom |
| Toni Sailer                 | Ski Alpin    | Slalom       |
| Kurt Oppelt / Sissy Schwarz | Eiskunstlauf | Paarlauf     |
| Silber                      |              |              |
| Anderl Molterer             | Ski Alpin    | Riesenslalom |
| Putzi Frandl                | Ski Alpin    | Riesenslalom |
| Regina Schöpf               | Ski Alpin    | Slalom       |
| Bronze                      |              |              |
| Anderl Molterer             | Ski Alpin    | Abfahrt      |
| Walter Schuster             | Ski Alpin    | Riesenslalom |
| Thea Hochleitner            | Ski Alpin    | Riesenslalom |
| Ingrid Wendl                | Eiskunstlauf | Einzel       |

## Teilnehmer nach Sportarten

### Bob
| Athleten                                                     | Wettbewerb | Lauf 1      | Lauf 2      | Lauf 3      | Lauf 4      | Gesamt      | Gesamt |
| Athleten                                                     | Wettbewerb | Lauf 1      | Lauf 2      | Lauf 3      | Lauf 4      | Zeit        | Rang   |
| ------------------------------------------------------------ | ---------- | ----------- | ----------- | ----------- | ----------- | ----------- | ------ |
| Paul Aste Heinrich Isser                                     | Zweierbob  | 1:26,32 min | 1:25,82 min | 1:26,61 min | 1:25,22 min | 5:43,97 min | 12     |
| Adolf Tonn Karl Wagner                                       | Zweierbob  | 1:26,15 min | 1:27,06 min | 1:26,73 min | 1:26,35 min | 5:46,29 min | 15     |
| Heinrich Isser Fritz Rursch Adolf Tonn Karl Wagner           | Viererbob  | 1:19,60 min | 1:20,74 min | 1:19,98 min | 1:20,30 min | 5:20,62 min | 10     |
| Franz Dominik Kurt Loserth Karl Schwarzböck Wilfried Thurner | Viererbob  | 1:19,37 min | 1:19,12 min | 1:20,08 min | 1:19,72 min | 5:18,29 min | 7      |

### Eishockey
| Athleten |                                               |
| Adolf Hafner Wolfgang Jöchl Hermann Knoll Kurt Kurz Hans Mössmer Robert Nusser Franz Potucek Alfred Püls Hans Scarsini Wilhelm Schmid Max Singewald Fritz Spielmann Gerhard Springer Konrad Staudinger Hans Wagner Walter Znenahlik Hans Zollner |                                               |
| Vorrunde | Kanada (0:23) Deutschland (0:7) Italien (2:2) |
| Platzierungsrunde (Platz 7–10) | Italien (2:8) Polen (3:4) Schweiz (4:7)       |
| Finalrunde (Platz 1–6) | ausgeschieden                                 |
| Rang | 10                                            |

### Eiskunstlauf
| Athleten                    | Wettbewerbe | Pflicht | Kür | Platzziffer | Gesamt | Gesamt |
| Athleten                    | Wettbewerbe | Pflicht | Kür | Platzziffer | Punkte | Rang   |
| --------------------------- | ----------- | ------- | --- | ----------- | ------ | ------ |
| Norbert Felsinger           | Herren      | 7       | 8   | 67          | 150,55 | 7      |
| Hanna Eigel                 | Damen       | 5       | 4   | 52,0        | 157,15 | 5      |
| Hanna Walter                | Damen       | 8       | 7   | 83,5        | 153,89 | 7      |
| Ingrid Wendl                | Damen       | 3       | 5   | 39,0        | 159,44 | Bronze |
| Kurt Oppelt Sissy Schwarz   | Paarlauf    | -       | -   | 14,0        | 11,31  | Gold   |
| Konrad Lienert Liesl Ellend | Paarlauf    | -       | -   | 77,0        | 10,38  | 9      |

### Eisschnelllauf
| Athleten          | Wettbewerbe | Zeit        | Rang |
| ----------------- | ----------- | ----------- | ---- |
| Ernst Biel        | 500 m       | 44,2 s      | 37   |
| Ernst Biel        | 1500 m      | 2:23,5 min  | 51   |
| Kurt Eminger      | 500 m       | 44,4 s      | 41   |
| Kurt Eminger      | 1500 m      | 2:19,0 min  | 38   |
| Kurt Eminger      | 5000 m      | 8:39,4 min  | 38   |
| Arthur Mannsbarth | 1500 m      | 2:17,4 min  | 32   |
| Arthur Mannsbarth | 5000 m      | 8:23,6 min  | 28   |
| Arthur Mannsbarth | 10.000 m    | 17:47,8 min | 29   |
| Franz Offenberger | 500 m       | 43,8 s      | 32   |
| Franz Offenberger | 1500 m      | 2:17,3 min  | 31   |
| Franz Offenberger | 5000 m      | 8:30,8 min  | 34   |

### Nordische Kombination
| Athleten        | Skispringen | Skilanglauf | Punkte  | Rang |
| Athleten        | Punkte      | Punkte      | Punkte  | Rang |
| --------------- | ----------- | ----------- | ------- | ---- |
| Willi Egger     | 208,0       | 214,100     | 422,100 | 16   |
| Leopold Kohl    | 198,5       | 221,800     | 420,300 | 17   |
| Josef Schiffner | 211,5       | 217,800     | 429,300 | 11   |

### Ski Alpin
| Athleten         | Wettbewerbe  | 1. Lauf    | 2. Lauf    | Gesamt     | Gesamt |
| Athleten         | Wettbewerbe  | 1. Lauf    | 2. Lauf    | Zeit       | Rang   |
| ---------------- | ------------ | ---------- | ---------- | ---------- | ------ |
| Frauen           |              |            |            |            |        |
| Putzi Frandl     | Abfahrt      | -          | -          | 1:51,0 min | 13     |
| Putzi Frandl     | Riesenslalom | -          | -          | 1:57,8 min | Silber |
| Putzi Frandl     | Slalom       | 1:00,4 min | 57,5 s     | 1:57,9 min | 5      |
| Hilde Hofherr    | Abfahrt      | -          | -          | 1:47,3 min | 4      |
| Hilde Hofherr    | Slalom       | 58,2 s     | 1:25,3 min | 2:23,5 min | 24     |
| Thea Hochleitner | Abfahrt      | -          | -          | 1:47,9 min | 7      |
| Thea Hochleitner | Riesenslalom | -          | -          | 1:58,2 min | Bronze |
| Thea Hochleitner | Slalom       | 1:00,4 min | 1:00,6 min | 2:00,1 min | 12     |
| Trude Klecker    | Abfahrt      | -          | -          | 1:50,6 min | 12     |
| Trude Klecker    | Riesenslalom | -          | -          | 2:08,5 min | 33     |
| Regina Schöpf    | Riesenslalom | -          | -          | 2:00,6 min | 9      |
| Regina Schöpf    | Slalom       | 56,0 s     | 59,4 s     | 1:55,4 min | Silber |
| Männer           |              |            |            |            |        |
| Ernst Hinterseer | Riesenslalom | -          | -          | 3:08,5 min | 6      |
| Anderl Molterer  | Abfahrt      | -          | -          | 2:56,2 min | Bronze |
| Anderl Molterer  | Riesenslalom | -          | -          | 3:06,3 min | Silber |
| Anderl Molterer  | Slalom       | DSQ        | DSQ        | DSQ        | DSQ    |
| Josl Rieder      | Abfahrt      | -          | -          | DSQ        | DSQ    |
| Josl Rieder      | Slalom       |            | DSQ        | DSQ        | DSQ    |
| Toni Sailer      | Abfahrt      | -          | -          | 2:52,2 min | Gold   |
| Toni Sailer      | Riesenslalom | -          | -          | 3:00,1 min | Gold   |
| Toni Sailer      | Slalom       | 1:27,3 min | 1:47,4 min | 3,14,7 min | Gold   |
| Othmar Schneider | Slalom       | 1:35,8 min | 2:00,0 min | 3:35,8 min | 12     |
| Walter Schuster  | Abfahrt      | -          | -          | DSQ        | DSQ    |
| Walter Schuster  | Riesenslalom | -          | -          | 3:07,2 min | Bronze |

### Skilanglauf
| Athleten                                                   | Wettbewerbe       | Zeit      | Rang |
| ---------------------------------------------------------- | ----------------- | --------- | ---- |
| Männer                                                     |                   |           |      |
| Hermann Mayr                                               | 15 km             | 55:51 min | 39   |
| Karl Rafreider                                             | 15 km             | 54:5? min | 35   |
| Sepp Schneeberger                                          | 15 km             | 54:21 min | 28   |
| Oskar Schulz                                               | 15 km             | 59:56 min | 59   |
| Hermann Mayr Karl Rafreider Sepp Schneeberger Oskar Schulz | 4 × 10 km Staffel | 2:30,50 h | 11   |

### Skispringen
| Athleten             | 1. Durchgang | 1. Durchgang | 2. Durchgang | 2. Durchgang | Gesamt | Gesamt |
| Athleten             | Weite        | Punkte       | Weite        | Punkte       | Punkte | Rang   |
| -------------------- | ------------ | ------------ | ------------ | ------------ | ------ | ------ |
| Sepp Bradl           | 77,5 m       | 104,5        | 77,0 m       | 101,0        | 205,5  | 12     |
| Walter Habersatter   | 77,5 m       | 102,0        | 77,5 m       | 99,5         | 201,5  | 15     |
| Otto Leodolter       | 72,0 m       | 94,0         | 72,5 m       | 91,0         | 185,0  | 30     |
| Rudolf Schweinberger | 74,5 m       | 100,0        | 75,0 m       | 99,0         | 199,0  | 19     |

## Weblink
- Österreichische Olympiamannschaft 1956 in der Datenbank von Sports-Reference (englisch; archiviert vom Original)